# Hans Engnestangen
Hans Engnestangen (ur. 26 marca 1908 w Brandbu, zm. 9 maja 2003 w Jevnaker) – norweski łyżwiarz szybki, dwukrotny medalista mistrzostw świata i wicemistrz Europy.

## Kariera
Największy medal w karierze Hans Engnestangen zdobył w 1933 roku, kiedy zwyciężył na mistrzostwach świata w wieloboju w Trondheim. W zawodach tych wyprzedził bezpośrednio dwóch rodaków: Michaela Staksruda oraz Ivara Ballangruda. Engnestangen zajął tam pierwsze miejsce w biegu 500 m, trzecie na 1500 m i czwarte na dystansach 5000 i 10 000 m. Na rozgrywanych dwa lata później mistrzostwach świata w Oslo zajął trzecie miejsce, za Staksrudem i Ballangrudem. W poszczególnych biegach był tam drugi na 500 m, czwarty na 5000 m, piąty na 1500 m oraz siódmy na 10 000 m. Ostatni medal zdobył podczas mistrzostw Europy w Davos w 1937 roku, gdzie zajął drugie miejsce. Rozdzielił tam na podium Staksruda i Birgera Waseniusa z Finlandii. Wygrał tam bieg na 500 m, na 1500 m był drugi, na 3000 m zajął trzecie miejsce, a w biegu na 5000 m zajął piątą pozycję.
W 1932 roku wystartował na igrzyskach olimpijskich w Lake Placid, jednak w żadnym ze swych startów nie zakwalifikował się do finału. Brał również udział w igrzyskach olimpijskich w Garmisch-Partenkirchen w 1936 roku, gdzie był ósmy w biegu na 1500 m, a rywalizacji na 500 m nie ukończył.
Ponadto w latach 1937 i 1938 zdobywał mistrzostwo Norwegii w wieloboju.
Ustanowił cztery rekordy świata.
W czasie II wojny światowej brał udział w zawodach organizowanych przez nazistów. W tym czasie pełnił także obowiązki burmistrza miejscowości, w której mieszkał. Po zakończeniu wojny został skazany na 2 lata pozbawienia wolności za kolaborację.